# Anaxagorees
Les Anaxagorees (en grec antic: Ἀναχαγόρεια) eren unes festes que celebraven tots els joves de la ciutat de Làmpsac una vegada a l'any en compliment, segons es deia, d'un desig expressat per Anaxàgores, qui, després de ser foragitat d'Atenes, s'havia traslladat a Làmpsac per la major part de la seva vida. Encara se celebrava en temps de Diògenes Laerci.